# 9 май
9 май е 129-ият ден в годината според григорианския календар (130-и през високосна година). Остават 236 дни до края на годината.

## Събития
- 1502 г. – Христофор Колумб потегля от Испания за своето четвърто и последно пътешествие до Новия свят.
- 1881 г. – след държавен преврат е съставено Петото правителство на България, начело с Казимир Ернрот.
- 1913 г. – подписан е Петербургският протокол, с който България предава на Румъния Силистра и 3 км около града.
- 1917 г. – Първа световна война: Българската армия разгромява войските на Антантата в Битката при завоя на Черна.
- 1927 г. – Канбера става столица на Австралия вместо Мелбърн.
- 1936 г. – Италия официално анексира Етиопия, след като завзема столицата ѝ Адис Абеба на 5 май.
- 1940 г. – Втората световна война: Германските войски нападат Холандия, Белгия и Люксембург.
- 1945 г. – Втората световна война: В Берлин е подписана отделна капитулация на Германия пред СССР от фелдмаршал Вилхелм Кайтел, генерал-полковник Ханс-Юрген Щумпф и адмирал Ханс-Георг фон Фридебург. Съветският маршал Георгий Жуков подписва от името на Сталин, а британският маршал Тедър от името на Дуайт Айзенхауер.
- 1945 г. – Втората световна война: Херман Гьоринг е заловен от Армията на САЩ.
- 1946 г. – кралят на Италия Виктор Емануил III абдикира и скоро след това монархията е заменена с република.
- 1950 г. – министърът на външните работи на Франция Робер Шуман представя своето предложение за създаване на единна Европа, което е крайно необходимо за поддържането на мирните отношения в региона.
- 1955 г. – Студената война: Западна Германия се присъединява към НАТО.
- 1970 г. – Виетнамската война: Във Вашингтон, пред Белия дом, между 75 000 и 100 000 души мирно протестират против войната.
- 1971 г. – изстреляна е космическата сонда Маринър 8.
- 1987 г. – Самолетът при полет 5055 на „LOT Полиш Еърлайнс“ се разбива близо до Варшава поради дефектни лагери в един от двигателите и убива 183 души, при най-смъртоносната авиационна катастрофа в историята на Полша.
- 2004 г. – президентът на Чечня Ахмад Кадиров е убит при атентат в Грозни (Чечня) по време на парада по случай Деня на победата.
- 2012 г. – Руски пътнически самолет „Сухой Суперджет 100“ се разбива след излитане от в Джакарта, Индонезия и убива всички 45 души на борда.
- 2016 г. – открита е деветата регионална радиостанция на БНР „Радио Кърджали – Гласът на Родопите“.

## Родени
- 1740 г. – Джовани Паизиело, италиански композитор от 18 век († 1816 г.)
- 1800 г. – Джон Браун, американски аболиционист († 1859 г.)
- 1819 г. – Николай Палаузов, български възрожденец († 1899 г.)
- 1825 г. – Джеймс Колинсън, викториански художник († 1881 г.)
- 1837 г. – Адам Опел, немски инженер и индустриалист († 1895 г.)
- 1845 г. – Карл Лавал, шведски инженер († 1913 г.)
- 1860 г. – Джеймс Матю Бари, шотландски писател († 1937 г.)
- 1874 г. – Хауърд Картър, британски археолог и египтолог († 1939 г.)
- 1882 г. – Джордж Баркър, американски художник († 1965 г.)
- 1882 г. – Едуард Муни, американски духовник († 1958 г.)
- 1883 г. – Хосе Ортега и Гасет, испански философ († 1955 г.)
- 1892 г. – Кирил Павлов, български политик († 1925 г
- 1892 г. – Зита Бурбон-Пармска, императрица на Австро-Унгария († 1989 г.
- 1917 г. – Евгени Филипов, български учен († 1991 г.)
- 1920 г. – Ричард Адамс, английски писател († 2016 г.)
- 1920 г. – Уилям Тен, американски писател († 2010 г.)
- 1924 г. – Булат Окуджава, руски певец († 1997 г.)
- 1928 г. – Петер Мерзебургер, германски журналист и писател († 2022 г.)
- 1932 г. – Петер фон Трамин, австрийски писател († 1981 г.)
- 1936 г. – Гленда Джаксън, британска актриса 2023
- 1937 г. – Рафаел Монео, испански архитект
- 1942 г. – Джон Ашкрофт, американски политик
- 1945 г. – Юп Хайнкес, немски футболист и треньор
- 1945 г. – Божана Апостолова, българска поетеса († 2025 г.)
- 1946 г. – Кандис Бъргън, американска актриса
- 1949 г. – Били Джоел, американски музикант
- 1949 г. – Пенка Седларска, български изкуствовед
- 1950 г. – Марчелин Бертран, американска актриса († 2007 г.)
- 1955 г. – Ане Софи фон Отер, шведска певица
- 1962 г. – Дейвид Геън, английски певец (Depeche Mode)
- 1964 г. – Александър Върбанов, български щангист
- 1964 г. – Пламен Юруков, български политик
- 1979 г. – Пиер Бувие, канадски певец (Simple plan)
- 1980 г. – Анжела Никодинов, американска фигуристка

## Починали
- 480 г. – Юлий Непот, римски император (* 430 г.)
- 1280 г. – Магнус IV, крал на Норвегия (* 1238 г.)
- 1707 г. – Дитрих Букстехуде, датско-германски композитор (* ок. 1637)
- 1805 г. – Фридрих Шилер, германски поет и историк (* 1759 г.)
- 1850 г. – Жозеф Луи Гей-Люсак, френски химик (* 1778 г.)
- 1879 г. – Аугуст Гризебах, немски ботаник (* 1814 г.)
- 1915 г. – Ярослав Вешин, чешки художник, творил в България (* 1860 г.)
- 1931 г. – Албърт Майкелсън, американски физик, Нобелов лауреат (* 1852 г.)
- 1947 г. – Еврипидис Бакирдзис, министър-председател на Гърция (* 1895 г.)
- 1949 г. – Луи II, принц (* 1870 г.)
- 1974 г. – Любомир Пипков, български композитор (* 1904 г.)
- 1978 г. – Алдо Моро, министър-председател на Италия (* 1916 г.)
- 1980 г. – Йозеф Брайтбах, немски писател (* 1903 г.)
- 1986 г. – Тенсинг Норгей, непалски алпинист (* 1914 г.)
- 1991 г. – Янка Дягилева, руска певица (* 1966 г.)
- 2000 г. – Тодор Кръстев, български футболист (* 1945 г.)
- 2001 г. – Борислав Шаралиев, български кинорежисьор (* 1922 г.)
- 2004 г. – Ахмад Кадиров, чеченски президент (* 1951 г.)
- 2010 г. – Лена Хорн, американска певица и актриса (* 1917 г.)
- 2010 г. – Ханс Дейкстал, нидерландски политик (* 1943 г.)
- 2015 г. – Кенан Еврен, турски политик и генерал (* 1917 г.)
- 2020 г. – Литъл Ричард, американски музикант (* 1932 г.)
- 2022 г. – Джоди Лукоки, бивш футболист на ПФК Лудогорец (* 1992 г.)

## Празници
- Източноправославна църква – Летен Никулден – Пренасяне мощите на Св. Николай Чудотворец от гр. Мира в гр. Бари и Събор на Св. Новоселски мъченици
- Европейски съюз – Ден на Европа
- Двудневно (8 – 9 май) възпоменание и помирение за жертвите на Втората световна война, обявено през 2004 г. от Общото събрание на ООН
- Остров Джърси – Ден на Освобождението (край на Втората световна война, 1945 г., национален празник)
- Латвия – Ден на майката
- Румъния – Ден на независимостта (от Османската империя, 1877 г.)
- Русия и някои бивши части на СССР – Ден на победата (над Нацистка Германия, 1945 г.)
- САЩ – Ден на учителя
- Узбекистан – Ден на възпоменанието